# فيرنر لاسين
فيرنر لاسين (بالإنجليزية: Werner Lassen)‏ هو لاعب غولف ناميبي، ولد في 1974.